# Alexandros Zaimis
Alexandros Zaimis (tiếng Hy Lạp: Αλέξανδρος Ζαΐμης; 9 tháng 11 năm 1855 – 15 tháng 9 năm 1936) là Thủ tướng Hy Lạp, Bộ trưởng Nội vụ, Bộ trưởng Tư pháp, và Cao ủy Crete. Ông giữ chức Thủ tướng 6 lần, và mặc dù là lãnh đạo phe bảo hoàng nhưng ông là Tổng thống thứ 3 và cuối cùng của Đệ nhị Cộng hòa Hy Lạp.